# Bascavoda
Bascavoda, in passato anche Bestonio o Fontana di Bestonio (in croato Baška Voda), è un comune della Regione spalatino-dalmata in Croazia. Al censimento nazionale del 2011 possedeva una popolazione di 2.728 abitanti.

## Società

### Etnie e minoranze straniere
Secondo il censimento ufficiale croato del 2011, il comune ha una larghissima maggioranza croata, il 96,18% della popolazione. È presente una piccola minoranza autoctona italiana, lo 0,18% della popolazione.

### Lingue e dialetti
| %      | Ripartizione linguistica (gruppi principali) |
| ------ | -------------------------------------------- |
| 0,25%  | madrelingua bosniaca                         |
| 0,32%  | madrelingua tedesca                          |
| 96,83% | madrelingua croata                           |
| 0,14%  | madrelingua italiana                         |
| 0,97%  | madrelingua albanese                         |
| 0,40%  | madrelingua serba                            |

## Geografia antropica

### Frazioni
Il comune di Bascavoda è suddiviso in 5 frazioni (naselja) di seguito elencate. Tra parentesi il nome in lingua italiana, generalmente desueto.
- Bast (Basto)
- Baška Voda (Bascavoda o Bestonio[4] o Fontana di Bestonio)
- Bratuš (Bratus[9])
- Krvavica (Chervavizza o Crama)
- Promajna (Promagliena[10])